# Óscar Maúrtua
Óscar José Ricardo Maúrtua de Romaña, né à Lima le 7 février 1947, est un diplomate, avocat et homme politique péruvien. Il est ministre des Affaires étrangères entre le 16 août 2005 et le 27 juillet 2006 et de nouveau entre le 21 août 2021 et le 1er février 2022.

## Biographie
Fils du chirurgien Óscar Maúrtua Moyano et de Juana de Romaña y García, il est né à Lima. Sa famille maternelle comprend des hommes politiques, des médecins, des juristes et diplomates. Il entre à la Faculté des Lettres de l'Université pontificale catholique du Pérou (PUCP) où il obtient sa licence en sciences humaines et dont la thèse reçoit le Prix National de la Culture (1969). Plus tard, il a obtenu son diplôme en droit de l'Université nationale principale de San Marcos (UNMSM) (1971). Il est titulaire d'une maîtrise en gestion publique de l' Université technologique du Pérou (UTP) en 2018.
Maúrtua participe en tant qu'observateur électoral aux élections tenues le 1er juillet 2018 au Mexique, au cours duquel le nouveau président mexicain et 3 000 autres autorités ont été élus dans 30 États de ce pays. C'est la deuxième fois qu'il participe en tant qu'observateur, puisqu'il s'était rendu au Mexique lors des élections de 2012.

## Parcours diplomatique et politique
En 1965 , il entre au ministère des Affaires étrangères en tant qu'employé administratif. En 1966, il est secrétaire auprès de Fernando Schwalb, représentant du président Fernando Belaúnde Terry, lors de la réunion des chefs d' État du début de la Communauté andine, avec l'Accord de Carthagène. En 1967, il entre en premier à l'Académie diplomatique du Pérou, obtenant un diplôme en relations internationales. Il rejoint le Service diplomatique en 1969, après avoir soutenu la thèse « La souveraineté permanente de l'État sur ses richesses et ses ressources naturelles ». Il a fait des études de troisième cycle à l'Université d'Oxford, la School of Advanced International Studies de l'Université Johns-Hopkins et le Comité juridique interaméricain de l'Organisation des États américains.
En 1970, il est nommé secrétaire à l'ambassade aux États-Unis. En 1977, il a été nommé chef du département de politique économique internationale du ministère des Affaires étrangères et en 1979 chargé de la Direction des affaires économiques, et sous-directeur de la Direction Générale du Plan. En 1980, il est nommé Conseiller de l'Ambassade du Pérou au Royaume de Belgique et auprès de la Communauté économique européenne.
De 1980 à 1985, il est secrétaire général de la Présidence de la République, pendant le gouvernement de Fernando Belaúnde Terry et secrétaire du Conseil des Ministres à diverses reprises.
Il a également été ambassadeur du Pérou au Canada (1985-1988), en Bolivie (1988-1993), en Thaïlande, au Vietnam et au Laos (1995-1999) et en Équateur (1999-2002).
Maúrtua est nommé par le président Alejandro Toledo en tant que ministre des Affaires étrangères pour la première fois le 16 août 2005, à la suite de la démission de Carlos Ferrero et qui avait conduit à la démission du ministre nouvellement introduit des Affaires étrangères, Fernando Olivera. Il a été ministre lors du gouvernement du président du conseil Pedro Pablo Kuczynski et jusqu'à la fin de la présidence d'Alejandro Toledo.
Seize ans plus tard, Maúrtua est nommé pour la deuxième fois au ministère sous la présidence de Pedro Castillo et le président du conseil Guido Bellido, après la démission d' Héctor Béjar lors d'une polémique crée par ses déclarations sur le terrorisme au Pérou. 
Sa nomination est considérée comme un renversement de la politique étrangère de gauche initiale de Castillo initiée sous Béjar, suscitant des critiques du dirigeant de Pérou Libre, Vladimir Cerrón.

## Décorations
- Ruban de l'Ordre de l'Aigle aztèque (Mexique).
- Grand-croix de l'Ordre du Soleil (Pérou).
- Grand-croix de l'Ordre de l'Éléphant blanc (Thaïlande).
- Grand-croix de l'Ordre du Mérite (Chili).
- Grand-croix de l'Ordre de Rio Branco (Brésil).
- Grand-croix de l'Ordre de la Couronne (Belgique).
- Grand-croix de l'Ordre du Mérite National (Paraguay).
- Grand-croix de l'Ordre National du Mérite (en) (Équateur).
- Généralissime de l'Ordre de Francisco de Miranda (es) (Vénézuéla).
- Grand Officier de l'Ordre de Léopold (Belgique).
- Grand Officier de l'Ordre du Condor des Andes (Bolivie)
- Officier de l'Ordre national de la Croix du Sud (Brésil).
- Officier de l'Ordre d'Isabelle la Catholique (Espagne).
- Commandeur de l'Ordre de Mai (Argentine).
- Commandeur de l'Ordre de Saint-Charles (Colombie).
- Grand Cordon de l'ordre du Ouissam Alaouite (2006)[4].